# Петко Сертов
Петко Гаврилов Сертов е български офицер от Държавна сигурност и наследилите я служби. Той става първият председател на Държавна агенция „Национална сигурност“ (ДАНС) от учредяването ѝ на 1 януари 2008 година до лятото на 2009 г.

## Биография

### Ранни години
Петко Сертов е роден на 14 април 1956 година в София. Баща му е родом от Дюлево, Панагюрско, и е бивш партизанин, който при комунистическия режим достига до звание полковник в армията, а след това работи в сектора на външната търговия. Майка му е от Стефан Караджово, Елховско, и е чиновник в застрахователната компания „Булстрад“. Има по-голям брат, който става офицер във военното разузнаване.
Сертов завършва основното си образование в 93-то основно училище „Лазар Станев“ в квартал „Гео Милев“, а средното – в 23-то единно средно политехническо училище „Фредерик Жолио-Кюри“ в „Подуяне“, през 1971 година става член на Димитровския комунистически младежки съюз. Междувременно прекарва дълго време в чужбина със своите родители – през 1959 – 1963 година е в Египет, 1964 – 1968 година – в Гърция, а през 1972 – 1973 – в Белгия.
През 1975 – 1977 година Петко Сертов отбива задължителната си военна служба, като завършва Народната школа за запасни офицери „Христо Ботев“ в Плевен, а след това служи в Строителни войски в Горна Малина. След като работи за кратко в изчислителен център на Министерствота на металургията и минералните ресурси, през 1978 година постъпва във Висшия икономически институт „Карл Маркс“, където през 1982 година завършва специалност „Счетоводна отчетност на външнотърговската дейност“.
След дипломирането си Сертов е разпределен на работа като счетоводител във външнотърговското предприятие „Химимпорт“.

### В Държавна сигурност и ЦСБОП
Още в началото на 80-те години Петко Сертов започва да сътрудничи на Държавна сигурност и скоро, насърчаван и от родителите си, предприема стъпки да бъде назначен като щатен служител. След обичайното обстойно проучване в края на януари 1984 година постъпва в 03 отделение на 03 отдел (за Западна Германия, Франция и Австрия) на Второ главно управление, след което преминава едногодишно обучение във Висшата специална школа. След това започва работа по контрола на политическата секция на френското посолство в София. На 19 август 1987 година е повишен в старши лейтенант, като по това време е приет и за член на Българската комунистическа партия.
При преобразуването на Държавна сигурност в началото на 1990 година Сертов е преназначен от 1 март в 03 отделение на 02 отдел (за контрарузнавателна дейност срещу западноевропейските страни) на новосъздадената Национална служба за защита на конституцията. През юни 1991 година по негово желание е прехвърлен в направление „Наркотрафик и тероризъм“ в друга от наследилите Държавна сигурност служби – Централната служба за борба с организираната престъпност (ЦСБОП). През август е повишен в капитан, а през септември е изпратен на десетмесечен курс на Академията за висши ръководни кадри на правоохранителните органи в Лион, Франция. След връщането си в България оглавява направление „Тероризъм и наркотици“ в ЦСБОП. След това е началник на направление „Наркотици“ в ЦСБОП (1994 – 1995) и началник на служба „Международно сътрудничество“ на Министерството на вътрешните работи (МВР). На 31 март 1997 година, малко след падането на правителството на Жан Виденов и Българската социалистическа партия (БСП), напуска МВР по собствено желание.

### В частния сектор и политиката
След като напуска МВР Петко Сертов работи в частния сектор. От 1997 до 2002 г. е търговски директор на „Триком“ ЕООД – представител за България на британската фирма за предпазни средства „North Safety Products". От 2002 до 2005 г. е управител на „Деком – Център за анализи и прогнози“ ЕООД. Същевременно той сътрудничи на международния отдел на Висшия съвет на БСП, ръководен от бъдещия лидер на партията и министър-председател Сергей Станишев. След избора на кандидата на БСП Георги Първанов за президент през 2001 година става член на създадения от него обществен съвет по „Европейска и евроатлантическа интеграция“.
С идването на власт на правителството на Сергей Станишев през 2005 година Сертов става секретар на Съвета по сигурността към Министерския съвет. Същевременно от 2006 година е и член на Надзорния съвет на държавното предприятие „Информационно обслужване“.

### Председател на ДАНС
На 27 декември 2007 година Петко Сертов е назначен за председател на новосъздадената Държавна агенция „Национална сигурност“.
През пролетта на 2008 година вътрешният министър Румен Петков влиза в публичен конфликт с премиера Станишев, в хода на който разкрива като офицер на прикритие на ДАНС известния бизнесмен Алексей Петров. За да задържи Петров в службата, Сертов създава за него длъжността на експерт в кабинета на председателя на ДАНС. Това му навлича множество критики, заради спорната репутация на Петров, влошена още повече през следващата година, когато той е арестуван и разследван като ръководител на организирана престъпна група.
През следващите месеци ДАНС се ангажира в поредица от шумни акции без практически последствия, някои от които с озадачаващ публиката характер – разследвания за купуването на футболни мачове, предстоящи фалити на банки или отравяне на водата в София или неформални срещи за сплашване на известни престъпници. Най-голям отзвук придобива скандалът с Информационното дело „Галерия“, вътрешно разследване за изтичане на информация от службата, за което става широко известно, че включва и неправомерно са наблюдаване на политици и журналисти, и което създава впечатлението, че службата продължава традициите на предшественика си Държавна сигурност и систематично събира компрометиращи материали за обществени личности, за да ги използва за изнудване и контрол. В опит да се разграничи от скандала през октомври Сертов уволнява единия от двамата си заместници Иван Драшков, след което в знак на солидарност с Драшков службата напускат още няколко висши служители, сред които бъдещият ръководител на ДАНС Цветлин Йовчев.
След съставянето на правителството на Бойко Борисов през юли 2009 година новият вътрешен министър Цветан Цветанов остро критикува работата на ДАНС и предвижда ограничаване на нейните функции. На 1 август Петко Сертов подава оставка като председател на агенцията и е освободен на 10 август. Заедно с него агенцията напускат и други негови близки сътрудници, сред които Алексей Петров и говорителката на службата Зоя Димитрова. ДАНС е оглавена от Цветлин Йовчев и скоро в нея се връщат повечето от уволнените предишната година служители, сред които и Иван Драшков.

### След ДАНС
Изглежда Петко Сертов напуска доброволно ръководството на ДАНС, за да поеме поста на генерален консул на България в Солун. Това обаче така и не става, тъй като той е въвлечен в нов скандал – Алексей Петров предава на премиера Бойко Борисов загубен от предишния премиер Станишев секретен документ на ДАНС – вътрешна справка, подписана от Иван Драшков и обвиняваща Сертов в „силна зависимост“ и опити да „овладее агенцията“ - която Борисов използва като повод да се разграничи от Сертов.
На 17 февруари 2011 година Сертов е назначен за заместник-директор на новосъздадения център за борба с корупцията към Министерския съвет БОРКОР, в който премиерът Бойко Борисов иска да ангажира и хора, несвързани с управляващата партия ГЕРБ, като Сертов и другият заместник-директор Елеонора Николова. Той остава на този пост до 27 февруари 2013 година, когато е уволнен без публично оповестени мотиви. През следващите години той работи като консултант по корпоративна сигурност, както и в туристическата агенция на съпругата си.
Петко Сертов отново привлича вниманието на медиите със странен инцидент в края на 2014 година. На 5 декември той оставя двата си мобилни телефона у дома, напуска жилището си и оттогава съпругата му няма информация къде е. В медиите се появяват множество разнопосочни версии за изчезването, а МВР започва издирване, което води активно до 23 декември, когато е открит в Атина. На 12 януари 2015 година той се връща в България със съпругата и брат си, като на границата обяснява, че е претърпял лек пътен инцидент и е отишъл на лечение в Гърция.
През 2021 година Сертов е съветник на Теодора Генчовска, външен министър в правителството на Кирил Петков.

## Награди
- Медал „За заслуги за сигурността и обществения ред“ (23 август 1990)[32]